# Фрязино-Пасажирська
Фрязино-Пасажирська - кінцевий зупинний пункт/пасажирська платформа тупикової лінії Болшево - Фрязино Ярославського напрямку Московської залізниці. Розташована в місті Фрязино Московської області, в межах станції Фрязино.
Час руху від Москва-Пасажирська-Ярославська - 1 година 9 хвилин.